# Спея (Аненій-Нойський район)
Спея (рум. Speia) — село в Аненій-Нойському районі Молдови. Утворює окрему комуну.

## Населення
За даними перепису населення 2004 року у селі проживали 2837 осіб.
Національний склад населення села:
| Національність       | Кількість осіб | Відсоток   |
| -------------------- | -------------- | ---------- |
| молдавани румуни     | 2679 11        | 94,4% 0,4% |
| українці             | 57             | 2,0%       |
| росіяни              | 43             | 1,5%       |
| гагаузи              | 25             | 0,9%       |
| болгари              | 16             | 0,6%       |
| інша / без відповіді | 6              | 0,2%       |
| Всього               | 2837           | 100%       |